# Spathodus
Spathodus – rodzaj słodkowodnych ryb okoniokształtnych z rodziny pielęgnicowatych (Cichlidae). 

## Występowanie
Gatunki endemiczne jeziora Tanganika w Afryce Wschodniej.

## Klasyfikacja
Gatunki zaliczane do tego rodzaju:
- Spathodus erythrodon
- Spathodus marlieri

Gatunkiem typowym rodzaju jest Spathodus erythrodon.